# Jean Petit (impresor)

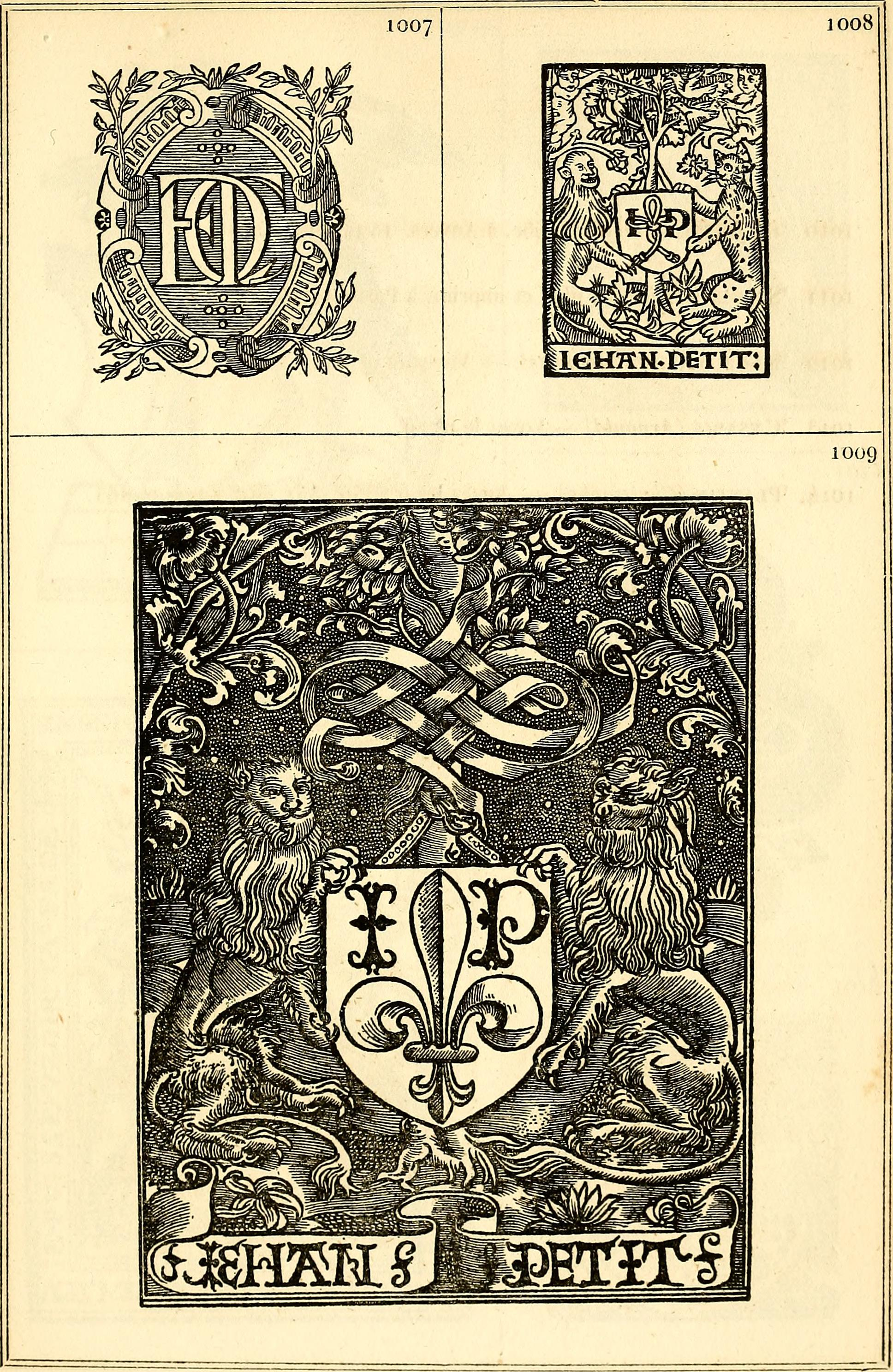
Dos marcas de impresor utilizadas por Jehan Petit (superior derecha e inferior).

Jehan petit, Jean Petit  o Johannes Parvus fue un impresor, editor y librero en París.
De 1493 a 1530 imprimió aproximadamente una décima parte de todas las publicaciones en París, más de diez mil volúmenes.
Petit fue uno de los cuatro libreros más importantes en la Universidad de París y contribuyó a la difusión del Humanismo en el Renacimiento temprano en París. Publicó un gran número de ediciones originales. Entre sus colaboradores estaban Robert Estienne y Josse Bade, al que acogió cuando se trasladó a París y le ayudó para que se estableciera por su cuenta.
Petit fue un ejemplo de impresor de éxito en el inicio de la imprenta.

## Libros publicados
- Euangelia Cum Commentariis Reverendissimi Domini Domini Thomae de Vio.
- Pierre Gringor, Heures de Nostre Dame, c 1527[6]
- Filippo Beroaldo, On the Symbols of Pythagorus[7]
- Deguilville. Le romant de trois pelerinaiges[7]

Sus libros se conservan en museos y colecciones privadas.